# Janhvi Kapoor
Janhvi Kapoor (Mumbai, 6 maart 1997) is een Indiaas actrice die voornamelijk in Hindi films speelt.

## Biografie
Kapoor is de dochter van filmproducent Boney Kapoor en actrice Sridevi. Haar jongere zus Khushi Kapoor en haar halfbroer Arjun Kapoor zijn eveneens acteurs. Ze volgde een opleiding in acteren aan de Lee Strasberg Theatre and Film Institute voor ze haar debuut maakte in 2018 in de film Dhadak. Haar overkwam hetzelfde als Arjun, zij verloor haar moeder vlak voor haar debuut.

## Filmografie

### Films
| Jaar | Film                             | Rol                      | Opmerking                     |
| ---- | -------------------------------- | ------------------------ | ----------------------------- |
| 2018 | Dhadak                           | Parthavi Singh Rathore   |                               |
| 2020 | Ghost stories                    | Sameera                  | Netflix film                  |
| 2020 | Angrezi Medium                   |                          | nummer "Kudi Nu Nachne De"    |
| 2020 | Gunjan Saxena: The Kargil Girl   | Gunjan Saxena            |                               |
| 2021 | Roohi                            | Roohi Arora/ Afzana Bedi |                               |
| 2022 | Good Luck Jerry                  | Jaya Kumari              |                               |
| 2022 | Mili                             | Mili Naudiyal            |                               |
| 2023 | Bawaal                           | Nisha Dixit              | Amazon Prime Video film       |
| 2023 | Rocky Aur Rani Kii Prem Kahaani  |                          | cameo in nummer "Heart Throb" |
| 2024 | Teri Baaton Mein Aisa Uljha Jiya | Jiya                     | gastoptreden                  |
| 2024 | Mr. & Mrs. Mahi                  | Mahima Aggarwal          |                               |
| 2024 | Ulajh                            | Suhana Bhatia            |                               |
| 2024 | Devara: Part 1                   | Thangam                  | Telugu film                   |

### Televisie en Webseries
| Jaar | Programma/ Serie                  | Rol      | Platform | Opmerking         |
| ---- | --------------------------------- | -------- | -------- | ----------------- |
| 2018 | Koffee with Karan                 | gast     |          | seizoen 6, afl. 6 |
| 2020 | Fabulous Lives of Bollywood Wives | haarzelf | Netflix  | seizoen 1         |
| 2022 | Fabulous Lives of Bollywood Wives | haarzelf | Netflix  | seizoen 2         |
| 2022 | Koffee with Karan                 | gast     |          | seizoen 7, afl. 2 |